# یواس‌اس استرانگ (دی‌دی-۴۶۷)
یواس‌اس استرانگ (دی‌دی-۴۶۷) (به انگلیسی: USS Strong (DD-467)) یک کشتی بود که طول آن ۱۱۴٫۷ متر (۳۷۶ فوت) بود. این کشتی در سال ۱۹۴۲ ساخته شد.